# Robert Calvert
Robert Newton Calvert (* 9. März 1945 in Pretoria, Südafrika; † 14. August 1988 in Ramsgate, Kent) war ein britischer Rockmusiker, Dichter und Schauspieler. Bekanntheit erlangte er unter anderem als Frontman der Band Hawkwind.

## Künstlerisches Schaffen
Zwischen 1971 und 1978 war Robert Calvert, mit Unterbrechungen, Frontmann, Sänger und Songschreiber der Rockband Hawkwind. In dieser Zeit erschienen die Alben Astounding Sounds, Amazing Music (1976), Quark, Strangeness and Charm (1977), 25 Years On (1978) und PXR 5 (1979). Calvert war auch Ko-Autor des einzigen Top-10-Hits von Hawkwind, Silver Machine (1972).
Während einer Pause von Hawkwind veröffentlichte Calvert 1974 das Album Captain Lockheed and the Starfighters. Einige Mitglieder von Hawkwind beteiligten sich an der Aufnahme, ebenso Arthur Brown. Das Album erzählt die unglückliche Erfahrung der deutschen Luftwaffe mit dem Lockheed Starfighter, von dem viele abstürzten. Einige weitere Solo-Veröffentlichungen folgten. 1977 trat Calvert mit Hawkwind in der Fernsehshow von Marc Bolan auf. Bolan und Calvert planten ein gemeinsames Projekt, doch starb Bolan wenig später bei einem Autounfall.
Calvert verarbeitete in seinen Texten gegenwärtige und in die Zukunft blickende Gedanken. So schrieb er 1971 das Gedicht The Starfarer’s Dispatch über einen Raumfahrer, dessen Geliebte schon lange tot sein wird, wenn er dereinst zur Erde zurückkehren wird. Das Gedicht The Clone’s Poem (1976) griff das Klonen auf, lange bevor es für eine breitere Öffentlichkeit zum Thema wurde. Beide Themen wurden auch in dem Text zum Hawkwind-Song „Spirit of the age“ auf „Quark, Strangeness and Charm“ 1977 wieder aufgegriffen. Sein Solo-Album Test-Tube Conceived (1986) enthielt einen Song über einen Hacker (On-Line), als das Internet noch in den Kinderschuhen steckte.
Calvert und Hawkwind hatten erheblichen Einfluss auf viele Künstler, darunter John Lydon (Johnny Rotten) von den Sex Pistols, Joe Strummer von The Clash und Pete Shelley von den Buzzcocks.
Robert Calvert schrieb auch Theaterstücke und Musicals. 1980 inszenierte er sein Musical The Kid From Silicon Gulch. 1981 veröffentlichte Calvert seine erste Erzählung Hype, zu dem bald darauf das Begleitalbum herauskam. Die Geschichte dreht sich um den Rockstar Tom Mahler, während das Album seine Songs präsentiert. Das Album gilt als Vorläufer der Musik von Interpreten und Bands wie Midge Ure und Ultravox. 1987 wurde sein Stück Test Tube Baby Of Mine über misslungene genetische Experimente aufgeführt. In den 1980ern arbeitete Calvert mit Gilli Smyth (1933–2016) (Gong) und Allan Holdsworth, 1988 machte er Aufnahmen mit Amon Düül.

## Leben
Es wird vermutet, dass Robert Calvert an Bipolarer Störung litt. Er starb am 14. August 1988 an einem Herzinfarkt.

## Diskografie (Auswahl)
Soloalben
- Robert Calvert – Captain Lockheed and the Starfighters (1974)
- Robert Calvert – Lucky Leif and the Longships (1975)
- Robert Calvert and the First XI – Cricket Star (Single) (1979)
- Robert Calvert – Hype (1981)
- Robert Calvert – Freq (1984)
- Robert Calvert – Test-Tube Conceived (1986)
- Robert Calvert – At the Queen Elizabeth Hall (Live) (1988)
- Robert Calvert – Blueprints From The Cellar
- Robert Calvert – Revenge

Mit Hawkwind
- Hawkwind – Space Ritual (Live) (1973)
- Hawkwind – Astounding Sounds, Amazing Music (1976)
- Hawkwind – Quark, Strangeness and Charm (1977)
- Hawklords – 25 Years On (1978)
- Hawkwind – PXR 5 (1979)

Mit anderen Formationen
- Adrian Wagner – Distances Between Us (1974)
- Amon Düül – Die Lösung (1988)
- Allan Holdsworth – Conversation Piece (1991)
- Mother Gong – Eye (1994)